# Corydalus tesselatus
Corydalus tesselatus is een insect uit de familie Corydalidae, die tot de orde grootvleugeligen (Megaloptera) behoort. De soort komt voor in Colombia en Venezuela. De typelocatie is Mérida (Venezuela). Het holotype van de soort wordt bewaard in het Museum für Naturkunde in Berlijn.